# Kumbia All Starz
Los Kumbia All Starz son un grupo de cumbia mexicana proveniente de Texas, creado por A.B. Quintanilla. La música de este grupo musical abarca los estilos de la cumbia (de allí su nombre) y el pop. El productor de la banda es A.B. Quintanilla III, quien es además, el que escribe las canciones y toca el bajo.

## Integrantes

### Miembros actuales
- A.B. Quintanilla - Bajo (2006-presente)
- Ramón Vargas - Vocalista (2012-presente)
- Nick Banda - Teclados (2006-presente)
- Chris Domínguez - Teclados (2010-presente)
- Saul Cisneros Jr. - Batería (2011-presente)
- Ramón Ruiz - Percusiones (2006-2008, 2019-presente)
- Lissenne "Liz" Juárez - Congas (2010-presente)

### Antiguos miembros
- Pee Wee - Vocalista (2006-2008, 2015)
- Roque Morales - Vocalista (2006-2008, 2015)
- Memo Morales - Vocalista (2006-2008, 2015)
- Manuel "DJ Kido" Rendon - DJ (2006-2008)
- Robby Esparza - Percusiones (2008-2009)
- Frankie Aranda - Percusiones (2008-2009)
- Ricky Rick - Vocalista (2006-2010, 2019-2023)
- DJ Kane - Vocalista (2008-2010)
- Robert "BoBBo" Gómez III - Teclados (2006-2010)
- Joey Jiménez - Batería (2006-2010)
- Chris Pérez - Guitarra (2006-2011)
- Ángel Castillo - Vocalista (2012-2013)
- Isai A.A. - Batería (2010-año sin definir)
- Jesús "Isbo" Isbóseth - Vocalista (2013-2015)
- J.R. Gómez - Vocalista (2009-2016)
- Eloy Vásquez - Guiro (2012-2017)
- Alfonso Ramírez - Vocalista (2015-2017)
- Zuriel Ramírez - Vocalista (2015-2017)
- Luigi Giraldo – Teclados, Producer (2006-2018)
- Ricky Valenz - Vocalista (2018-2021)
- "El Animal" Noe "Gipper" Nieto Jr. - Acordeón (2006-2010, 2016-2021)

### Miembros de gira
- Melissa Jiménez - Vocalista y bailarina (2008)
- T López - Vocalista y bailarina (2010-2011) Ramiro Senti - percusiones (2010)

## Discografía

### Álbumes
- 2006: Ayer fue Kumbia Kings, hoy es Kumbia All Starz
- 2008: Planeta Kumbia
- 2010: La vida de un genio
- 2013: Blanco y Negro
- 2014: Éxitos En Vivo
- 2017: Elektro Kumbia

### Sencillos
- 2006: "Chiquilla"
- 2007: "Parece Que Va a Llover"
- 2007: "Speedy Gonzales"
- 2007: "Mami/Anoche No Dormí"
- 2008: "Por Ti Baby" (con Nigga)
- 2008: "Rica y Apretadita" (con Melissa Jiménez)
- 2010: "Hipnótika" (con Voltio y Marciano Cantero de Los Enanitos Verdes)
- 2012: "Solo"
- 2013: "Blanco y Negro"
- 2017: "Piña Colada Shot"
- 2017: "La Aventura"
- 2017: "Pasito Tun Tun"

### Canciones promocionales
- 2006: "Mamacita Dónde Está Santa Claus" (canción de Navidad), interpretado por Pee Wee
- 2009: "Chica Fatal", interpretado por DJ Kane y Ricky Rick

## Repercusiones
En el segundo disco titulado Planeta Kumbia. El director del grupo A.B. Quintanilla ha separado del grupo a Pee Wee, Roque y Memo por problemas laborales. El vocalista Pee Wee continuaría su carrera como solista. Esto lo anunció en un programa de TV llamado Don Francisco Presenta de la cadena Univision el día 12 de marzo de 2008.
La nueva integrante es Melissa Jiménez, talentosa cantante, descendiente de Grecia por porte de madre y de Guadalajara, Jalisco, México por parte del padre. El tema que interpreta ella junto a Ricky Rick es "Rica Y Apretadita", y la canción en inglés titulada "Selena" es un homenaje a la fallecida cantante mexicoamericana aunque para el lanzamiento de La Vida De Un Genio presentan como invitado a DJ Kane, el exvocalista de los Kumbia Kings para el sencillo "Hipnótika" (con Voltio y Marciano Cantero de Los Enanitos Verdes)
El 19 de mayo de 2015, se anunció que los exmiembros: Pee Wee, el excantante principal del grupo, así como los hermanos Morales, Roque y Memo, se reunieron con A.B. Quintanilla y Kumbia All Starz. Aclararon que dejaron todas las diferencias en el pasado. Realizaron una serie de conciertos de reunión, comenzando con un concierto en Guadalajara el 26 de junio de 2015.